# Горянин, Александр Борисович
Алекса́ндр Бори́сович Горя́нин (род. 25 апреля 1941 года — 5 мая 2024 года) — советский и российский писатель, публицист, журналист, переводчик, сценарист документального кино, член Союза писателей России.

## Биография
В 1963 году окончил географический факультет Ташкентского государственного университета 12 лет работал в экспедициях в Средней Азии. С 1977 года жил в Москве. Работал старшим научным сотрудником Российской Государственной библиотеки, обозревателем газеты «Век», главным редактором журнала «Международное сотрудничество в сфере образования», главным редактором Издательского дома ИТАР-ТАСС, доцентом межвузовского Центра по изучению России РУДН. В последние годы жизни — независимый исследователь, участник политических и PR-проектов, выступал на радио и телевидении.

## Работы
Автор книг: «Разрушение храма Христа Спасителя» (Лондон, 1988; под псевдонимом); «Мифы о России и дух нации» (М., 2002); «Традиции свободы и собственности в России» (М., 2007); «Оптимистическое россиеведение» (М., 2008); «Преображение России» (М., 2008); историко-публицистической дилогии «Россия: история успеха. Перед потопом» (М., 2010) и «Россия: история успеха. После потопа» (М., 2011); «Недооткрытая страна» (М., 2019); в соавторстве с Д.А. Ягодинцевым написана книга «Бог любит Россию» (М., 2016). Член авторского коллектива учебника «Отечествоведение» (М., 2004) и доклада Института национальной стратегии Концепция патриотического воспитания в России: историческая память и гражданское самосознание, (М., 2014, 111 стр.)
Минобрнауки РФ включило дилогию «Россия: история успеха» в Перечень «100 книг России» по истории, культуре и литературе народов РФ, рекомендуемых школьникам к самостоятельному прочтению. « 100 книг России» были выпущены целевым изданием для школ, включая переработанное издание «Истории успеха» в одном томе (М.; Олма, 2013. 640 с.): 
В 2017 изд. «Просвещение» выпустило подарочное издание книги (рекомендована Российским военно-историческим обществом «в целях содействия изучению истории»). Второй том дилогии вышел под названием: «Россия: сквозь тернии революций». 
Опубликовал свыше 200 статей в прессе и сетевых изданиях на общественно-политические и культурные темы в «Новом мире», «Звезде», «Профиле», «Эксперте», «Главной теме», «Отечественных записках», «Русской мысли» (Париж), «Литературной» и «Независимой» газетах и других изданиях. Автор большого цикла передач Революция 1917 года и Гражданская война в России на Радио Свобода (1997−2000) 
Соучредитель и постоянный автор публицистических сайтов GlobalRus.ru (2002–2007), Intelligent.ru (2003–2006), Aquilonclub.ru (2004–2006), AntiCorr.ru (2005–2008), ZaRossiyu.ru (2012–2014, гл. редактор).  
Лауреат 2001 года журнала «Звезда» в разделе прозы (за повесть «Груз» (повесть «Груз»). Премия I степени в области аналитической журналистики за 2006 г. (учреждена журналами «Эксперт» и «Профиль», газетой «Промышленный еженедельник» и банком ВТБ 24). Дважды лауреат премии журнала «Знание – сила» (в 2012 и 2016 гг.). Номинант премии «Национальный бестселлер», а также премии «Имени Ивана Петровича Белкина». 
Среди работ для неигрового кино сценарий фильма «Клементина и Уинстон» (реж. Иг. Ушаков, 39 мин., 2011), сценарий сериала «1812. Энциклопедия великой войны» (56 мини-серий, 196 мин), реж. А. Л. Сидоров, ведущий в кадре Федор Бондарчук (в 2012 г. сериал удостоен Специального приза Союза журналистов Москвы «За блестящее воплощение масштабных исторических событий в коротком телевизионном формате»), соавтор сценариев фильмов «Мост над бездной» (52 мин., 2012) и «Холодная политика» (52 мин., 2012), реж. А. Л. Иванкин.

### Переводы
- Владимир Набоков Истинная жизнь Себастьяна Найта (роман, пер. с английского Александра Горянина и Михаила Мейлаха). // В. В. Набоков. Романы. М., Художественная литература, 1991 (и переиздания).